# Аминь (группа)
«Аминь» — российская рок-группа, основанная в 2017 году.

## История
Группа была основана в 2017 году в Москве Максимом Козловым и Алексеем Коржиковым.
Дебютный альбом «Начало» вышел в 2019 году.
В том же году группа выступила на фестивале «Боль». Обозреватель Газета.ru Павел Воронков писал: «Группа „Аминь“, по собственному утверждению, делает то ли метапанк, то ли „пульсирующую музыку на стыке хауса и альтернативного рока“; что бы это ни было, выходит занятно». Обозреватель Eatmusic.ru Арсений Мальков писал: «После их выступления стало понятно, что панк не сдох и рок-н-ролл жив. Хлёсткие нигилистические тексты, дерзкая отвязность фронтмена Макса, искромётная игра диджея, басиста, гитариста и барабанщика — ядрёная смесь для понимания как жить дальше. Для тех, кто любят панк, манчестерскую волну, старый олдскульный саунд, сценическую пластику и мимику Петра Николаевича Мамонова, его манеру исполнения проповедей, то группа „Аминь“ придётся тоже по вкусу».
Александр Нектов (гр. "Мать Тереза"): теперь появилась группа «Аминь», не ******** [пропускайте] своё счастье, слушайте их сейчас, а не после.
Месяц спустя группа выпускает альбом "Ремиксы" в поддержку альбома "Начало", где свои версии песен группы представили различные музыканты.
В 2020 г. музыканты выпускают EP «Грязные дела». Канал Телеграмофония: "Самые англофильские англофилы московского андеграунда — группа Аминь — выпустила новую ипиху  из трёх песен, среди которых особенно хочется выделить очень ядовитый и злой гитарный боевик «Когда собою перестанешь быть». Это прям вышак!!"
Второй полноформатный альбом «Да будет так» был выпущен в 2021 году. Музыкальный обозреватель «Новой газеты» Ян Шенкман писал: «Московская группа со странным названием „Аминь“ играет не первый год, но фактически находится в андерграунде и не участвует в большом шоу-бизнесе. А жаль, им есть чем удивить слушателя. Это странная и не очень свойственная русской музыке смесь пост-панка, электроники и гаражного рока с умными нелинейными текстами. Криво, мелодично, нагло и про таких, как мы. На фоне чистеньких артистов, заискивающих, обслуживающих и развлекающих публику, это прямо озон».
1 января 2021 вышел альбом ремиксов "Когда-нибудь" на центральный трек альбома "Да будет так", Издание "Ватникстан": Основной жанр нового альбома следует определить как electronic body music, хотя в его звучании можно найти элементы и других направлений электроники: глитч, дип-хаус, даб и так далее. Своё музыкальное видение представили: Escaped Trees, DUB TV, JazzOFF, Kostum Unisex, «Кожаный Нумизмат», IGosh, Boringroom, «Интересные Ощущения».

## Состав

### Текущий состав
- Максим Козлов — вокал, ударные, автор текстов
- Алексей Коржиков — бас-гитара, синтезаторы, автор музыки

## Дискография

### Студийные альбомы
- «Начало» (2019)
- «Да будет так» (2021)

### Прочее
- альбом «Ремиксы» (2019)
- EP «Грязные дела» (2020)
- альбом "Когда-нибудь" (2022)

## Видеография
- Парень
- На нейтральном ходу
- аминь и Йозеф Эй — Mon ami (mix français)
- Донт ворри
- Не может быть
- Не зависай
- Морячка
- Без сна
- Да Будет так (Кожаный Нумизмат Remix)